# Der Reichstagsbrand. Wiederaufnahme eines Verfahrens
Der Reichstagsbrand. Wiederaufnahme eines Verfahrens ist die erweiterte deutschsprachige Ausgabe der Studie Burning the Reichstag. An Investigation into the Third Reich’s Enduring Mystery des US-amerikanischen Historikers Benjamin Carter Hett nach einer Übersetzung von Karin Hielscher. Das Buch erschien in englischer Sprache 2014 im Verlag Oxford University Press und wurde in deutscher Sprache 2016 vom Rowohlt Verlag veröffentlicht. Hett setzt sich in dem 640 Seiten starken Werk mit der Frage auseinander, ob Marinus van der Lubbe als Alleintäter für den Reichstagsbrand vom 27. Februar 1933 verantwortlich ist, welche anderen Täter in Frage kommen und welche Gründe es dafür gab, dass sich in den 60er Jahren in der Bundesrepublik die Einzeltäter-These etablierte und zum breiten Konsens unter den Fach-Historikern wurde.

## Ergebnisse
- Die Möglichkeit einer Alleintäterschaft schließt Hett mit an einem „hohen Grad an Wahrscheinlichkeit“ aus. Van der Lubbe verfügte nicht über die nötige Zeit und die erforderlichen Brandbeschleuniger, um den großen Plenarsaal des Reichstagsgebäudes in Brand zu setzen.[1]
- Nach Hett sind die Täter „wahrscheinlich – mehr als ‚wahrscheinlich‘ lässt sich allerdings nicht sagen“ – in [einer] „Gruppe von SA-Männern zu finden, die bereits zuvor diverse Propaganda-Aktionen für Goebbels ausgeführt hatte“. Zu dieser Gruppe gehört Hans Georg Gewehr, ein „innerhalb seiner Organisation allgemein anerkannte[r] SA-Experte für den Gebrauch von Phosphor zu politisch motivierter Brandstiftung.“[2]
- Van der Lubbes Mittäter entkamen „wahrscheinlich durch den Tunnel“ der vom Reichstag zum Reichstagspräsidentenpalais führte, das damals Görings Residenz war und von dort aus zum Kesselhaus des Reichstages ging.[3]
- In Bezug auf die Nazi-Größen, die in den Anschlag involviert waren, erlaubt die „Beweislage,“, so Hett, „nur eine noch vorsichtigere Formulierung von Schlußfolgerungen als im Falle der Beteiligung der SA“. Vom Muster her füge sich die Idee des Brandanschlages in vormalige Aktionen ein, die Goebbels zusammen mit der SA durchgeführt hat. Zumindest, wenn die Täter den Tunnel zum Reichstagspräsidentenpalais genutzt haben, hätte „Hermann Göring wohl in jedem Fall ... eingebunden werden müssen“.[4]

## Urteile der Fachwissenschaft / Auszeichnung
Der englische Historiker und renommierte Hitler-Biograf Ian Kershaw erklärte gegenüber dem Tagesspiegel, dass er seine Hitler-Biografie in Bezug auf den Reichstagsbrand heute anders schreiben würde. Hetts Buch lobt er als eine „peinlich genaue Untersuchung“ mit überzeugendem Ergebnis.
Der nicht minder angesehene britische Historiker Richard J. Evans  attestiert hingegen in seiner umfassenden Besprechung Hetts Monografie zwar auch eine breite Quellen- und Literaturbasis, und sie sei zudem gut geschrieben. Doch er kritisiert, dass sie nicht als ausgewogene geschichtswissenschaftliche Studie, sondern eher als einseitig gegen die Alleintäterthese gerichtete Anklageschrift verfasst sei. Fritz Tobias werde von Hett in die Ecke des Rechtsextremismus gestellt und die einschlägige Arbeit von Sven Felix Kellerhoff kaum erörtert.
Der Historiker Wigbert Benz hebt hervor, dass Hetts Darstellung zum Reichstagsbrand „nicht nur die komplette einschlägige Literatur“ einbezieht, sondern einen bislang „unerreichten Fundus an Beständen aus mehr als zwei Dutzend Archiven, der weit über die Akten zum Reichsgericht/Reichstagsbrand beim Bundesarchiv Berlin hinausgeht“.
Der Historiker Michael Wildt bescheinigt Hett einen „frischen, unbefangenen Blick von außen“, dass er auf „der Grundlage jahrelanger Archivrecherchen ... zahlreiche Ungereimtheiten, Vertuschungen und Verfälschungen“ aufgedeckt hat und herausfand, dass „Vernehmungsprotokolle ... manipuliert, Widersprüche geglättet, Zeugenaussagen nicht berücksichtigt“ wurden.
Das 2014 erschienene Original des Werks Burning the Reichstag wurde von der Central European History Society (CEHS) mit dem Hans Rosenberg Book Prize für das beste in Nordamerika erschienene englischsprachige Buch zur europäischen Geschichte ausgezeichnet.